# Джузепе Кавана
Джузепе Кавана (на италиански: Giuseppe Cavanna) е бивш италиански футболист, вратар.

## Кариера
Кавана е роден във Верчели, където играе за местния Про Верчели през 1920-те и 1930-те години. Има 151 мача в Серия А. През сезон 1934/35 допуска най-малко голове за Наполи, коефициент 0.722 – рекорд. Подобрен е през сезон 1970/71 от Дино Дзоф.
Джузепе Кавана е резервен вратар на Мондиал 1934, където става световен шампион.